# Giacomo C.
Giacomo C. is een Belgische stripreeks uit de collectie kronieken  van schrijver Jean Dufaux en tekenaar Griffo. De strip wordt ingekleurd door Anne Blackaert.

## Inhoud
De stripreeks is losjes gebaseerd op de memoires van Giacomo Casanova, de beroemde, achttiende-eeuwse minnaar. De verhaallijn is echter wat grimmiger, bruter en vooral mysterieus te noemen waardoor de strip en hoofdpersonage een eigen identiteit ontwikkelen. Naar eigen zeggen heeft de auteur Jean Dufaux de eerste vijf verhalen gebaseerd op de memoires en verhalen over de Italiaan Casanova, en is daarna voor het eerst naar Venetië gereisd, de stad die centraal staat in de strip. Daar heeft hij zich verdiept in de geschiedenis van de stad en de verhalen omtrent zijn hoofdpersonage. De eerste zes albums werden halverwege de jaren 90 uitgegeven door Blitz, en vanaf 2002 opnieuw uitgebracht en voortgezet met nummer zeven door uitgever Glenat.
In 2017 verscheen een nieuw album in de reeks Giamoco C. Terug naar Venetië.

## Verschenen albums
1. Het masker in de donkere muil - verschenen in 1990
2. De val van de engel - verschenen in 1990
3. De zwarte hartenvrouw - verschenen in 1991
4. Meester en knecht - verschenen in 1991
5. De liefde van een nichtje - verschenen in 1994
6. De ring van de Fosca's - verschenen in 1996
7. Angelina - verschenen in 1996
8. Lelijk als de nacht - verschenen in 2004
9. Het dodelijk uur - verschenen in 2005
10. De schaduw van de toren - verschenen in 2005
11. Brieven - verschenen in 2005
12. Fiammina - verschenen in 2005
13. De vlucht - verschenen in 2006
14. Goudlokje - verschenen in 2006
15. Het voddenlied - verschenen in 2006